# Перане
Перане (алб. Peran) је насељено место у општини Подујево, Косово и Метохија, Република Србија.

## Демографија
| Демографија | Демографија | Демографија |
| Година      | Становника  | Становника  |
| ----------- | ----------- | ----------- |
| 1948.       | 474         |             |
| 1953.       | 546         |             |
| 1961.       | 560         |             |
| 1971.       | 613         |             |
| 1981.       | 775         |             |
| 1991.       | 913         |             |